# Clarence Kingsbury
Clarence Brickwood "Clarrie" Kingsbury, född 3 november 1882 i Portsmouth, död 4 mars 1949 i Southsea, var en brittisk tävlingscyklist.
Kingsbury blev olympisk guldmedaljör i lagförföljelse vid sommarspelen 1908 i London.